# Novarum, aut Rariorum Plantarum Horti Reg. Botan. Matrit. Descriptionum Decades
Novarum, aut Rariorum Plantarum Horti Reg. Botan. Matrit. Descriptionum Decades (abreviado Nov. Rar. Pl. Descr. Dec.) es un libro con descripciones botánicas que fue editado por el botánico, médico,  farmacéutico y poeta español, Casimiro Gómez Ortega. Fue publicada en 10 partes en los años 1797-1800.

## Publicaciones
- Partes 1-4, p. 1-51, t. 1-6 (1797);
- Partes 5-6, p. 53-80, t. 7-10 (1798);
- Partes 7-8, p. 81-108, t. 11-13 (1798);
- Partes 9-10, p. 109-138, t. 14-18 (1800).